# Labores (Belmira)
Labores es un centro poblado del municipio de Belmira, Antioquia, Colombia. El centro poblado dista de 64 kilómetros del nororiente de la cabecera municipal de Belmira, pero está a tan solo 25 kilómetros de Entrerríos, a 28 de Santa Rosa de Osos y a 29 de San José de la Montaña, el pueblo más cercano es el centro poblado Aragón a 15 kilómetros.
Está ubicado en el extremo oriental de Belmira, justo en la frontera con Santa Rosa, al oeste de las quebradas El Embo y Quebradona, límites naturales del municipio, su principal actividad económica es la ganadería lechera.

## Toponimia e Historia
Primero que todo da a conocer el significado del nombre que lleva la población. "Ese se debe a que la gente de la región ha sido muy laboriosa, en campos, en sus parcelas y en toda clase de trabajos que realizaban. Se le llamo primero en un comienzo comienzo LAS LABORES. También se afirma que el nombre se le debe a que allí los mineros a la hora de irse a su entable decían "vamos a laborar". 
La tercera versión es la siguiente: Un día el fundador del caserío, Rubén Palacio, cuando estaba trazando el pueblecito, agotado dijo a sus amigos reunidos en su hogar: "Hoy si hiciéramos bastante labor".
Además de Rubén Palacio, aparecen en la lista de fundadores: Lorenzo Roldan , Trinidad Calle, Francisco Loaiza y José María Mesa.
Fue fundado en 1925, en el paraje conocido como La Fonda, donde pasaban la noche los arrieros que venían de Medellín procedentes de Ituango.
Se afirma que desde 1912 existía una escuelita rural.
su primer inspector fue Lorenzo Roldan y el primer párroco en 1938 el padre Alfonso García.

Está recorrido por la quebrada Quebradona, que en la desembocadura de la quebrada El Embo forma frontera con Santa Rosa de Osos. Posee en su interior la cumbre Santa Inés que hace parte del complejo  Páramo de Belmira-Santa Inés. 